# Diane d'Andalo
Diane d'Andalo (1201-1236), moniale dominicaine, fondatrice d'un couvent de Dominicaines en Italie est une  Bienheureuse de l'Église catholique fêtée le 10 juin ou localement le 9 juin.

## Sa vie
En 1218, les Frères prêcheurs s'établissaient à Bologne. L'année suivante, ils avaient obtenu de l'Évêque, par l'entremise du cardinal Ugolin, l'église de Saint Nicolas des Vignes malgré l'opposition de la famille d'Andalo, riche famille de Bologne, propriétaire des terrains.
Née à Bologne dans la famille des Carbonesi, Diane était la sœur de Loderingo d'Andalo . Elle vivait une existence mondaine et futile lorsque, sous l'influence du Bienheureux Reginald, qui fut son directeur spirituel, elle décida d'entrer en religion, malgré les vifs reproches de sa famille, totalement en désaccord avec sa volonté, (elle fut même blessée dans un affrontement qui visait à l'arracher au couvent). Un chroniqueur contemporain disait d'elle : « Attirée par l'Esprit-Saint, elle avait commencé à mépriser les pompes et les vanités du monde, et à rechercher de plus en plus les entretiens spirituels des Frères Prêcheurs. ».
En 1221, Diane, qui connaissait et révérait déjà profondément Saint Dominique, lui demanda de l'aider à fonder une maison de moniales, sur le modèle de Notre-Dame de Prouille, qu'il avait déjà fondé. Celui-ci réfléchit et pria longuement avant de déclarer à sa communauté : « Mes frères, il nous faut bâtir à tout prix un monastère de Sœurs, lors même que nous devrions interrompre la construction de notre propre couvent. ». Comme il devait quitter Bologne dans les jours suivants, il confia cette charge à quatre Pères dominicains : frère Paul de Hongrie, frère Guala depuis évêque de Brescia, frère Ventura de Vérone, et frère Rodolphe de Faenza.
Malgré de nombreuses difficultés, luttant contre les réticences toujours violentes de sa famille, mais avec l'appui de Jourdain de Saxe, Diane fonda, le 13 mai 1223, le couvent des Dominicaines de Sainte Agnès à Bologne. Elle en fut la supérieure jusqu'à sa mort, le 10 juin 1236. Par sa proximité avec le Christ et son enseignement, elle attira à elle de nombreux chrétiens soucieux d'une vie spirituelle accomplie.

## Amitiés spirituelles
Diane entretint une profonde amitié avec Jourdain de Saxe, premier successeur de Saint Dominique, Maître de l'Ordre des Prêcheurs. Il lui écrivait : 
- « Ne suis-je pas à vous, à vous dans le travail, à vous dans le repos ; à vous lorsque je suis avec vous, à vous lorsque je suis au loin ? ».

Comme il se plaignait de ne point avoir le temps de prier, il lui demandait : 
- « Prie pour moi souventes fois et avec ardeur dans le Seigneur ; j'ai grand besoin de tes prières en raison de mes fautes, et ne prie que rarement moi-même ».

Enfin, il lui précisait : 
- « Très Chère, il me faut me hâter en écrivant, j'essaierai pourtant de t'écrire quelque chose, fût-ce très peu de chose, qui puisse, en une certaine mesure, réveiller ta joie. Car enfin, tu es imprimée dans la moelle de mon cœur, et loin que je puisse t'oublier, j'évoque au contraire d'autant plus souvent ta mémoire que je sais combien tu m'aimes avec sincérité et de toutes les entrailles de ton cœur. Ainsi l'affection que tu as pour moi provoque plus ardente ma charité pour toi et touche très profondément mon âme. »

Au nom de leur amitié, il la donne sans cesse au Seigneur : 
- « Pensez à Lui. Ce qui vous manque parce que je ne puis être auprès de vous, compensez-le par la compagnie d'un meilleur ami, votre époux Jésus Christ, que vous avez auprès de vous plus constamment, en esprit et en vérité, et qui vous parle plus doucement et pour de bien meilleurs fruits que ne le fait Jourdain. ».

## Béatification
Diane a été béatifiée par le pape Léon XIII le 8 août 1888. Selon d'autres sources, sa béatification serait intervenue le même jour que celle de ses compagnes en religion, Cécilia et Amata, le 24 décembre 1891.

## Fête
Le 10 juin
- Elle figure au 9 juin dans le Calendrier français des fleuristes 2011.

## Sources et références
- La bienheureuse Diane d'Andalo et les bienheureuses Cécile et Aimée - H. Cormier
- Lettres à Diane d'Andalo - Jourdain de Saxe - Editions du Cerf - 2007 -

1. ↑  Nominis : Bienheureuse Diane d'Andalo
2. ↑  que Dante a mis en enfer, vêtu d'une chape d'or plus lourde que si elle était de plomb
3. ↑  Liste des canonisations prononcées par Léon XIII
4. ↑  Site dominicain